# Cupressus ericoides
Cupressus ericoides là một loài thực vật hạt trần trong họ Cupressaceae. Loài này được Ravenscr. mô tả khoa học đầu tiên năm 1851.